# Pisa megye
Pisa megye Olaszország Toszkána régiójának egyik megyéje. Székhelye Pisa.

## Fekvése
Pisa megye Lucca, Metropolitan City of Florence, Siena, Grosseto, Livorno és Pistoia megyékkel határos.

## Községek(comuni)
A megye alsó fokú közigazgatási egységei, azaz községei (comuni) a következők:
- Bientina
- Buti
- Calci
- Calcinaia
- Capannoli
- Casale Marittimo
- Casciana Terme
- Cascina
- Castelfranco di Sotto
- Castellina Marittima
- Castelnuovo di Val di Cecina
- Chianni
- Crespina
- Fauglia
- Guardistallo
- Lajatico
- Lari
- Lorenzana
- Montecatini Val di Cecina
- Montescudaio
- Monteverdi Marittimo
- Montopoli in Val d'Arno
- Orciano Pisano
- Palaia
- Peccioli
- Pisa
- Pomarance
- Ponsacco
- Pontedera
- Riparbella
- San Giuliano Terme
- San Miniato
- Santa Croce sull'Arno
- Santa Luce
- Santa Maria a Monte
- Terricciola
- Vecchiano
- Vicopisano
- Volterra